# Макинва, Стивен
Стивен Айоделе Макинва (англ. Stephen Ayodele Makinwa; 26 июля 1983, Лагос) — нигерийский футболист, нападающий.

## Карьера
Стивен Макинва начал карьеру на родине в клубе «Эбедей». В возрасте 17-ти лет, он был обнаружен скаутами итальянской «Реджаны», которая купила его, вместе с партнёром по команде Обафеми Мартинсом. После приезда в Италию, Макинва был отдан в аренду клубу серии D «Конельяно», за который провёл 8 игр. В 2001 году Макинва был куплен «Комо», оплатившим половину прав на футболиста. В 2002 году Макинва вернулся в «Реджану» и стал там игроком основного состава, проведя 29 матчей в серии С1. По окончании сезона с «Реджаной», «Комо» выкупил оставшуюся часть прав на игрока, а затем продал его клубу «Дженоа». «Дженоа» сразу же, после этого отдан Макинву в аренду «Комо», а в январе 2004 года в «Модену». В составе «Модены» Макинва 17 января 2004 года дебютировал в серии А в матче с «Лацио», который завершился вничью 1:1.
Летом 2004 года Макинва вернулся в «Дженоа» и стал там игроком основного состава, проведя 18 игр и забив 6 голов. В январе 2005 года Макинва был куплен клубом «Аталанта», заплатившим за половину прав на игрока 2,2 млн евро. В июне того же года «Аталанта» полностью выкупила контракт нигерийца, заплатив за оставшуюся половину прав 3,2 млн евро. В августе 2005 года Макинва перешёл в «Палермо», который заплатил 7,5 млн евро. Макинва провёл за «Палермо» 23 матча в серии А, забив 5 голов, чем помог клубу квалифицироваться в Кубок УЕФА.
Летом 2006 года «Лацио» купила половину прав на игрока, заплатив 3,3 млн евро. На покупке Макинвы настоял Делио Росси, бывший тренер нигерийца в «Аталанте». В первый сезон в римском клубе Макинва, в основном, выходил на замену, подменяя основных форвардов команды, Томмазо Рокки и Горана Пандева. Несмотря на это, он провёл 25 матчей и забил 3 гола, и клуб принял решение выкупить оставшуюся часть прав на игрока за 3 млн евро. На второй год в «Лацио» Макинва, дебютировавший в лиге чемпионов, получил несколько небольших травм, из-за которых потерял форму. Зимой 2008 года он был отдан в аренду «Реджине», за которую дебютировал 9 февраля в матче с «Ромой», в котором «Реджина» проиграла 0:2. Вскоре в клуб пришёл новый главный тренер, Невио Орланди, который убрал Макинву из состава, в результате чего он выходил лишь на замену.
Летом 2008 года Макинва вернулся в «Лацио». В сезоне 2008/09 он провёл в клубе только 4 игры, выходя на правом краю полузащиты. 22 января 2009 года Макинва был арендован «Кьево», с возможностью выкупа трансфера футболиста. За Кьево Макинва провёл 6 матчей и забил один гол, принеся ничью, 1:1, в матче с «Кальяри». По окончании сезона «Кьево» принял решение не выкупать трансфер игрока, и Макинва вернулся в «Лацио».
15 июля 2010 года Макинва перешёл на правах аренды до конца сезона в греческий клуб «Лариса». За эту команду футболист провёл 10 матчей и забил 1 гол.
В январе 2012 года права на контракт Макинвы были предложены московскому ЦСКА, как часть сделки по поводу перехода в «Лацио» Кейсукэ Хонды.

## Международная карьера
Макинва дебютировал в составе сборной Нигерии в 2004 году. Он участвовал на двух Кубках африканских наций, в 2006, где нигерийцы стали третьими, и 2008 годах.
Макинва и его партнёр по сборной, Обафеми Мартинс, известны тем, что празднуя гол вдвоём делают несколько прыжков с кувырком.

## Достижения
- Обладатель Суперкубка Италии: 2009